# 발사 (식물)
발사(Balsa)는 아욱과에 딸린 속씨식물이다. 학명은 오크로마 피라미달레(Ochroma pyramidale). 거대하고 빠르게 자라는 교목으로, 약 30 미터까지 자란다. 발사 목재는 매우 가벼워서 여러 가지로 쓰임새가 많다. 발사는 브라질 남부에서 볼리비아 북부를 거쳐 멕시코 남부에 이르는 지역에 자생한다.